# Moriello de Tou
Moriello de Tou és un poble aragonès del municipi de l'Aïnsa, a la comarca de Sobrarb. Té una població de 10 habitants (2018). Fins a la dècada del 1960, quan va ser incorporat a l'Aïnsa, el poble constituïa un municipi propi.

## Geografia
Moriello de Tou està situat a 538 metres sobre el nivell de la mar, al peu del tossal "del Cotó", a la vall del riu Cinca.
En l'actualitat, Moriello se situa a la ribera del pantà de Mediano, que inunda gran part de les terres que abans eren del poble.
L'accés cap a poble és simple, doncs la carretera A-138 hi passa en el seu trampo Balbastro-el Aínsa. Dista, escassament, 5 kilòmetres cap al sud de la vila que és cabdal de la Aínsa-Sobrarbe, i alguns 3 km (per la carretera) en nord de Cosculluela de Sobrarbe, que també en vaig ser capital municipal.
A la corona del Turó de Cotó, s'hi pot trobar el despoblat històric de Tou. El seu campanar del segle XI encara es conserva parcialment i el conjunt del castell és accessible a través d'un sender.

## Història

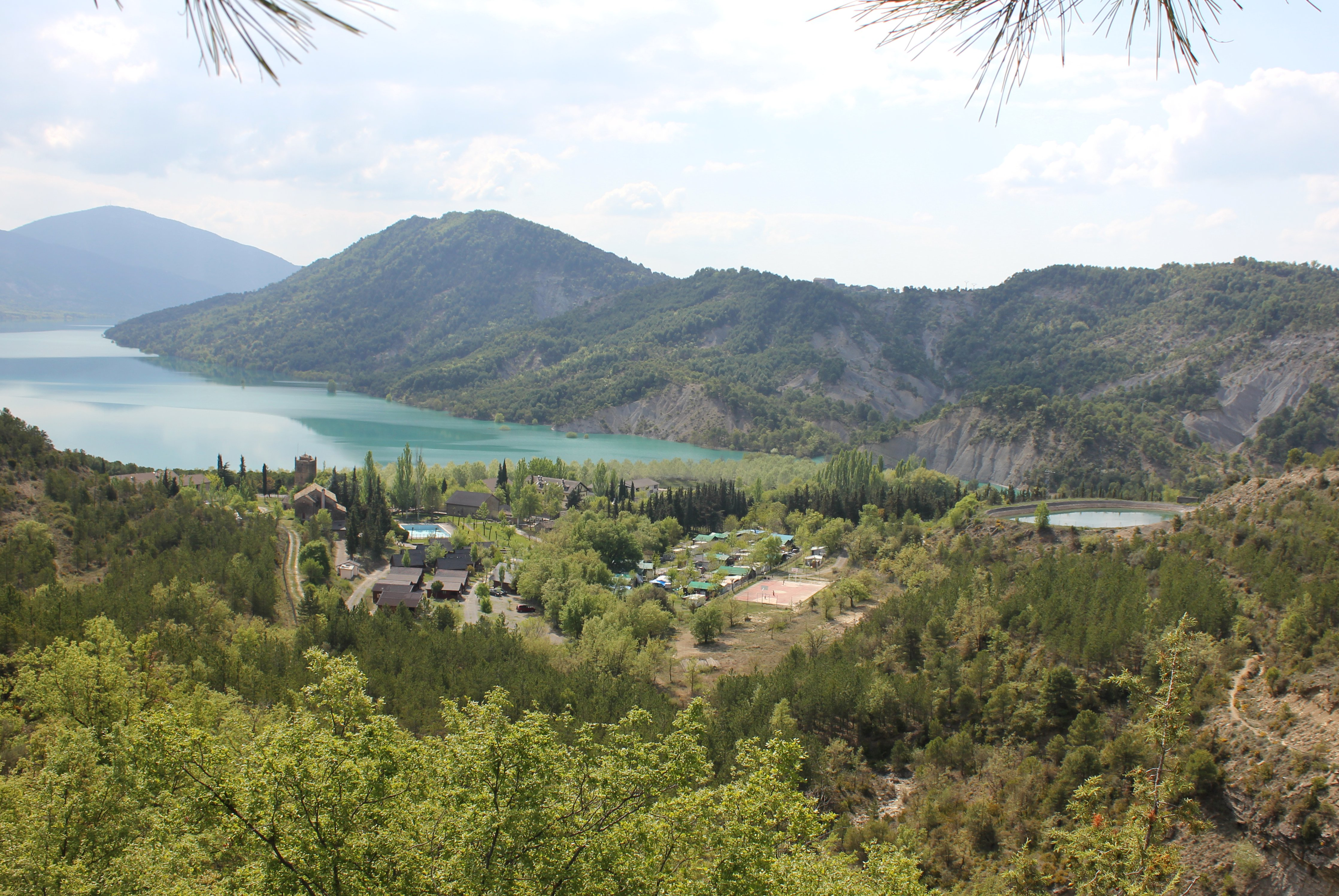
Moriello

Excavacions arqueològiques al castell mostren que el cim del pujol hauria estat habitat des d'un primer inici amb forma de poblat fortificat.
Els primers registres en els quals hi apareix el poble daten de l'edat mitjana. Moriello apareix referit per noms com «Morello de Tou», «Murello», «Moriello», «Murel», «Moriellyo» i «Moriellyo de Tou».
Amb una economia eminentment agrícola i guanyadora, Moriello de Tou comenzó a sofrir l'emigració cap a principis del segle xx, quan es va fer públic el projecte de construcció del pantano de Mitjà que hi hauria d'ofegar bona cosa de les partides de terra plana en la vall. El poble, que havia arribat a estar cabecera de municipi d'entre 1834 i el període intercensal 1842-1857, va quedar expropiau per la Confederació Hidrogràfica de la Ebro en la dècada de 1960, en despoblant-se de tot en els anys següents.

### Centre vacacional

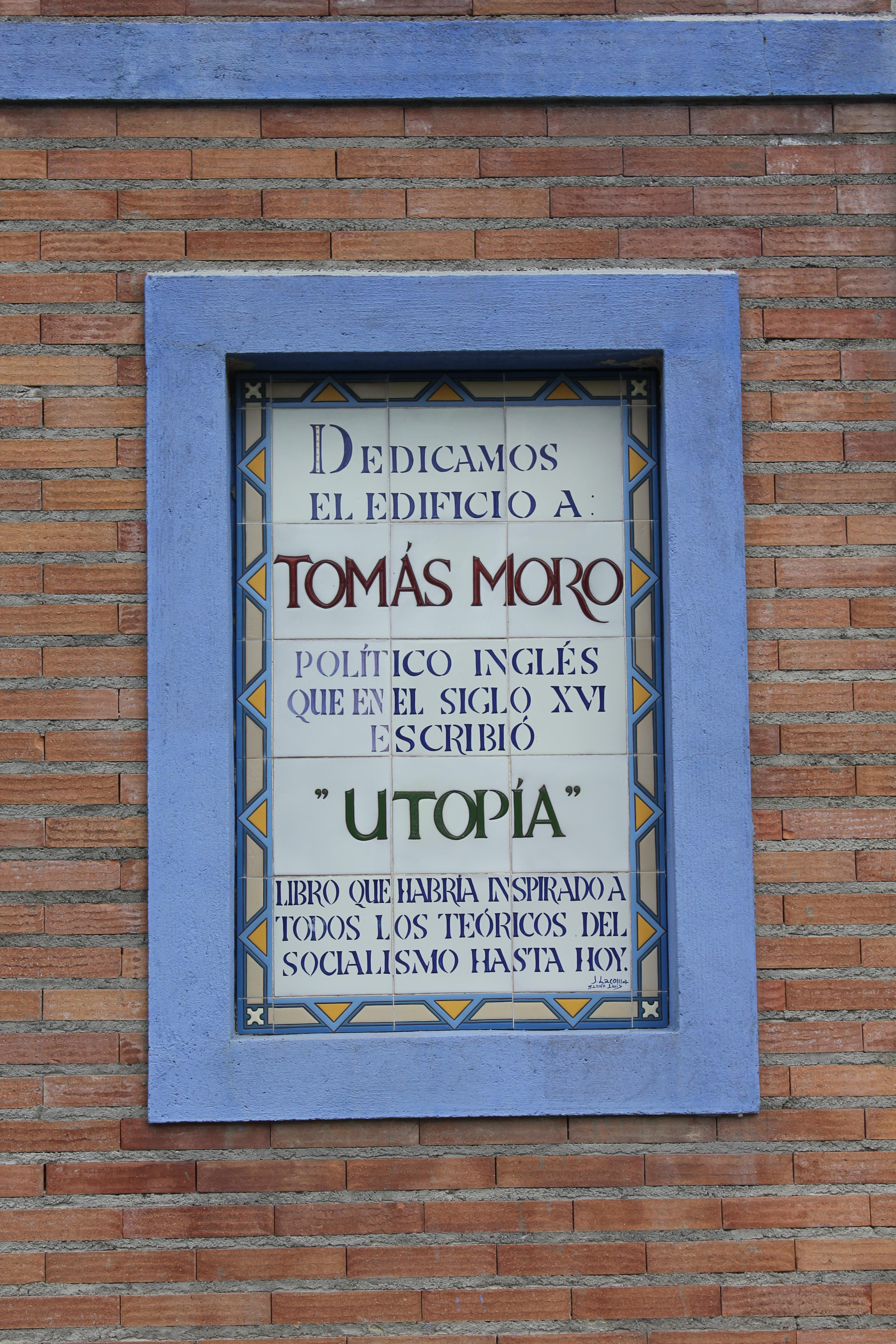
La reconstrucció del poble per parteixes d'un sindicat es plasma en l'existència d'algunes anacronismos en el casco urbà de Moriello, com aquesta dedicatòria a Thomas Moore.

El 1986, la Unió Sindical d'Aragó de CCOO va plantejar un projecte de recuperació de Moriello i convertir-lo en un centre vacacional. Segons Antonio Martínez, responsable del centre vacacional l'any 2000, parla de la percepció sobre Moriello als 80:
| « | Quan viniemos t'aquí no i heba cosa. Yera un rabanyo d'enrunas, zaborros y barzas. […] Por ixas envueltas denguno no n'hese dau una perra. | » |

La cessió per part de la Confederació Hidrogràfica i la reconstrucció es va fer la dècada del 1990, en gran part per voluntaris afiliats al sindicat. Sobre la reconstrucció, Martínez va declarar:
| « | Cal contar que quan arribemos ta Moriello, feba 35 anyos que yera albandonau, y o solo indicio de vida que i trobemos fuén o metro y meyo de costiellas [de corder] que os antigos habitants i heban deixau en o cimenterio, d'os cabos de semana que veniban a chentar t'aquí. | » |

Actualment, Moriello de Tou funciona com a centre vacacional tot l'any. Disposa de piscines, càmping, bungalous, supermercats i apartaments i cases unifamiliars cap a llogar. El centre és explotat per la societat privada Sobrarbe S.A., amb seu en Saragossa i vinculada a les CCOO.

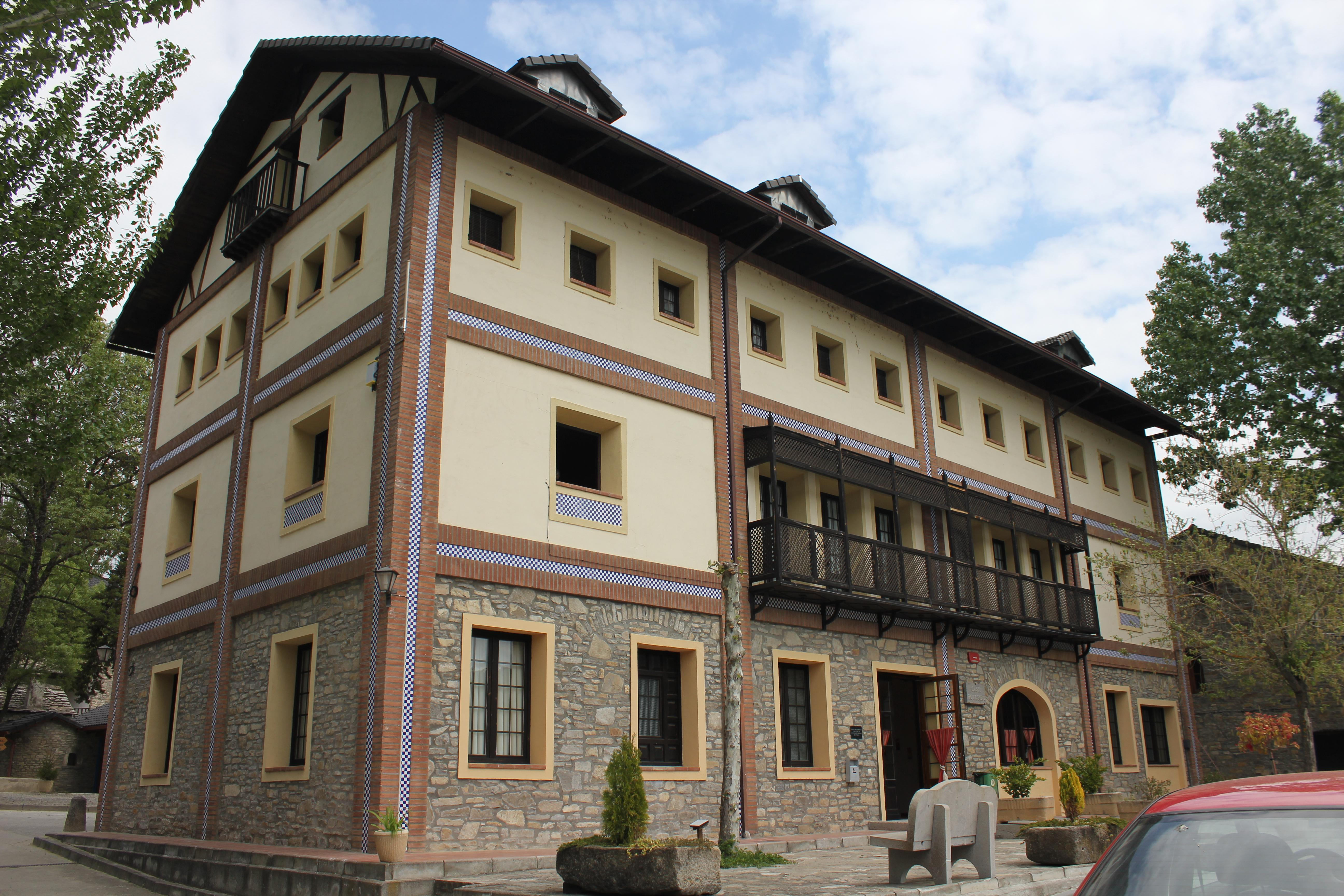
La Casa Forestal.
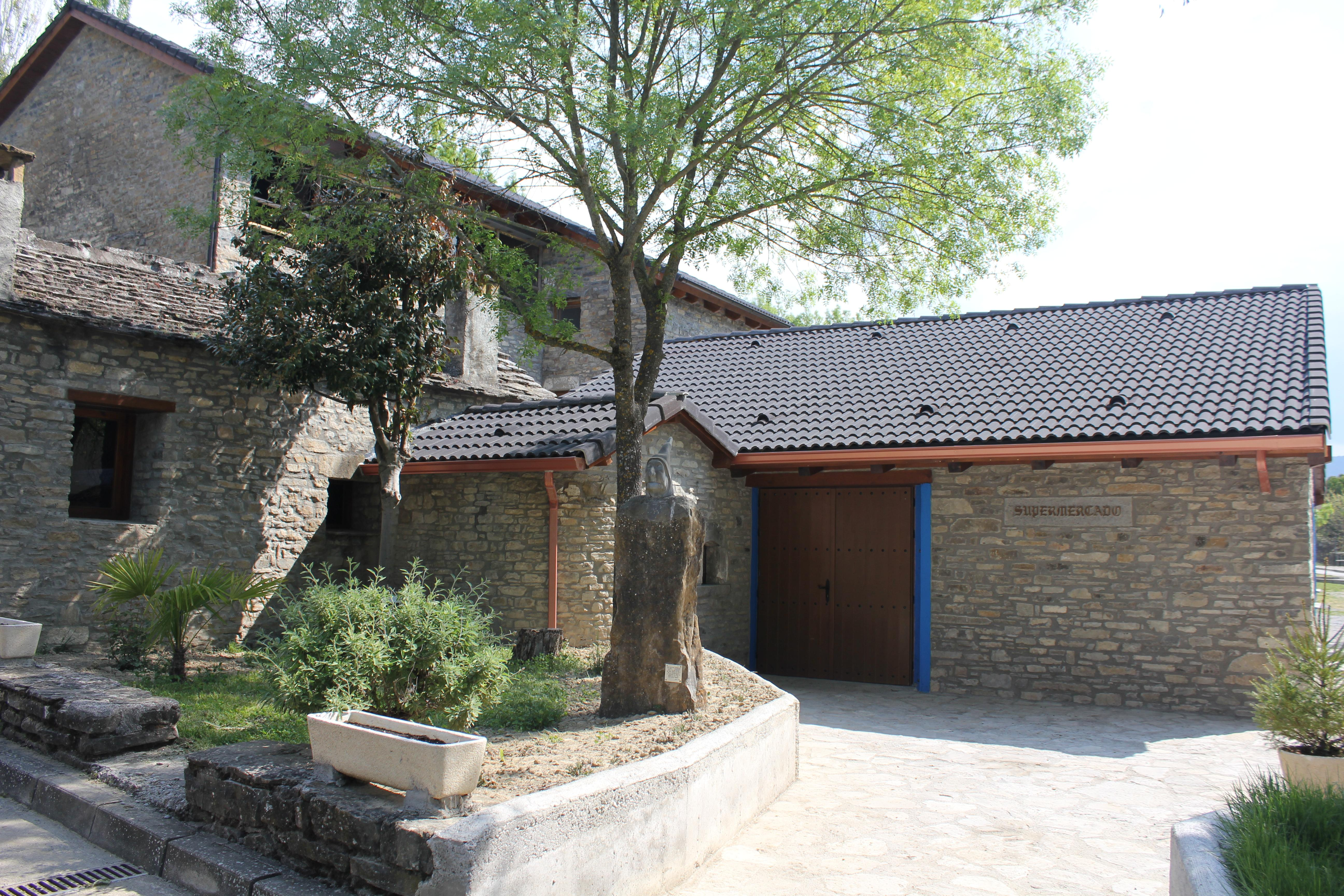
El supermercat, a l'antiga casa Cardiel.
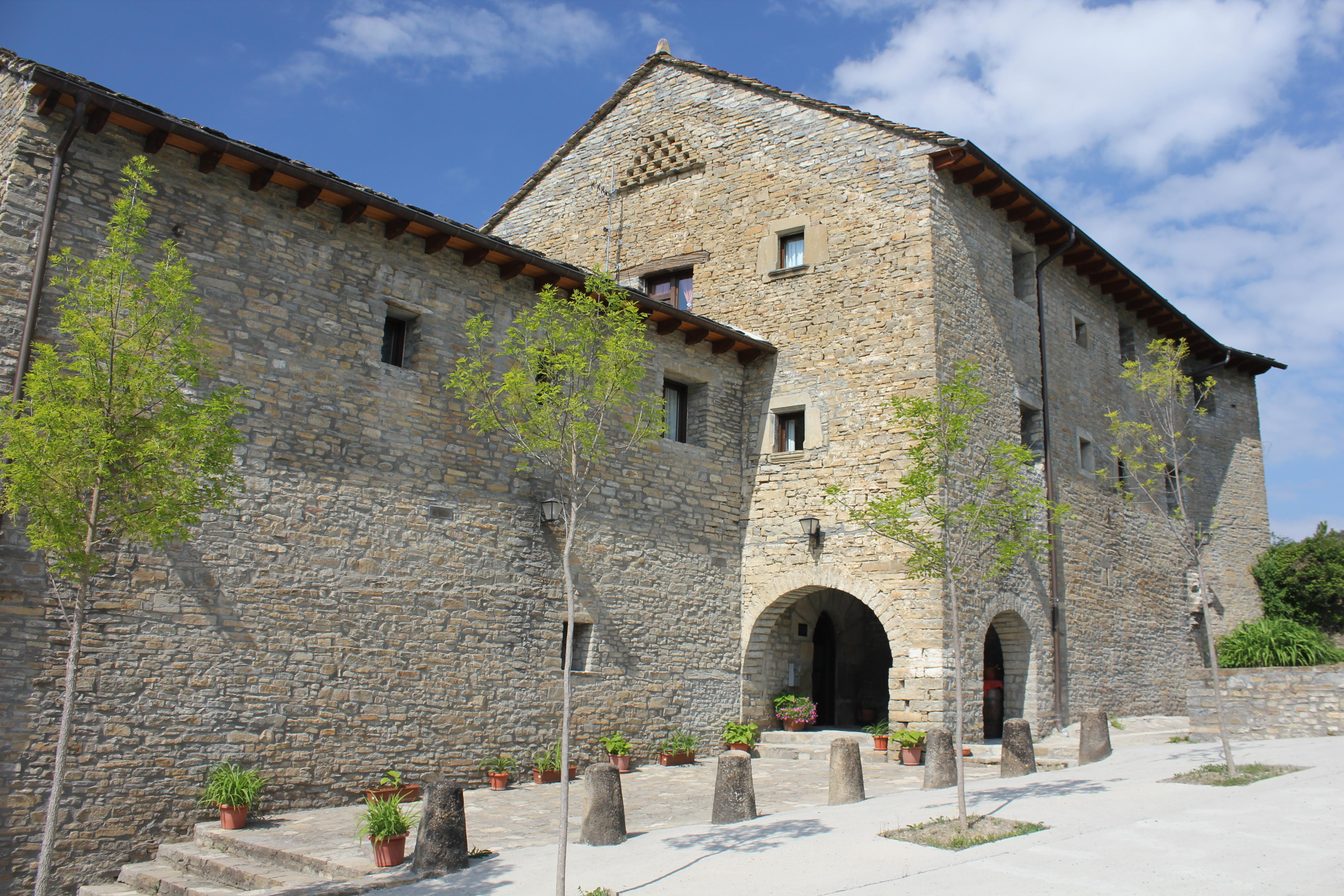
Instal·lacions del centre vacacional, a l'antiga casa Cambra.
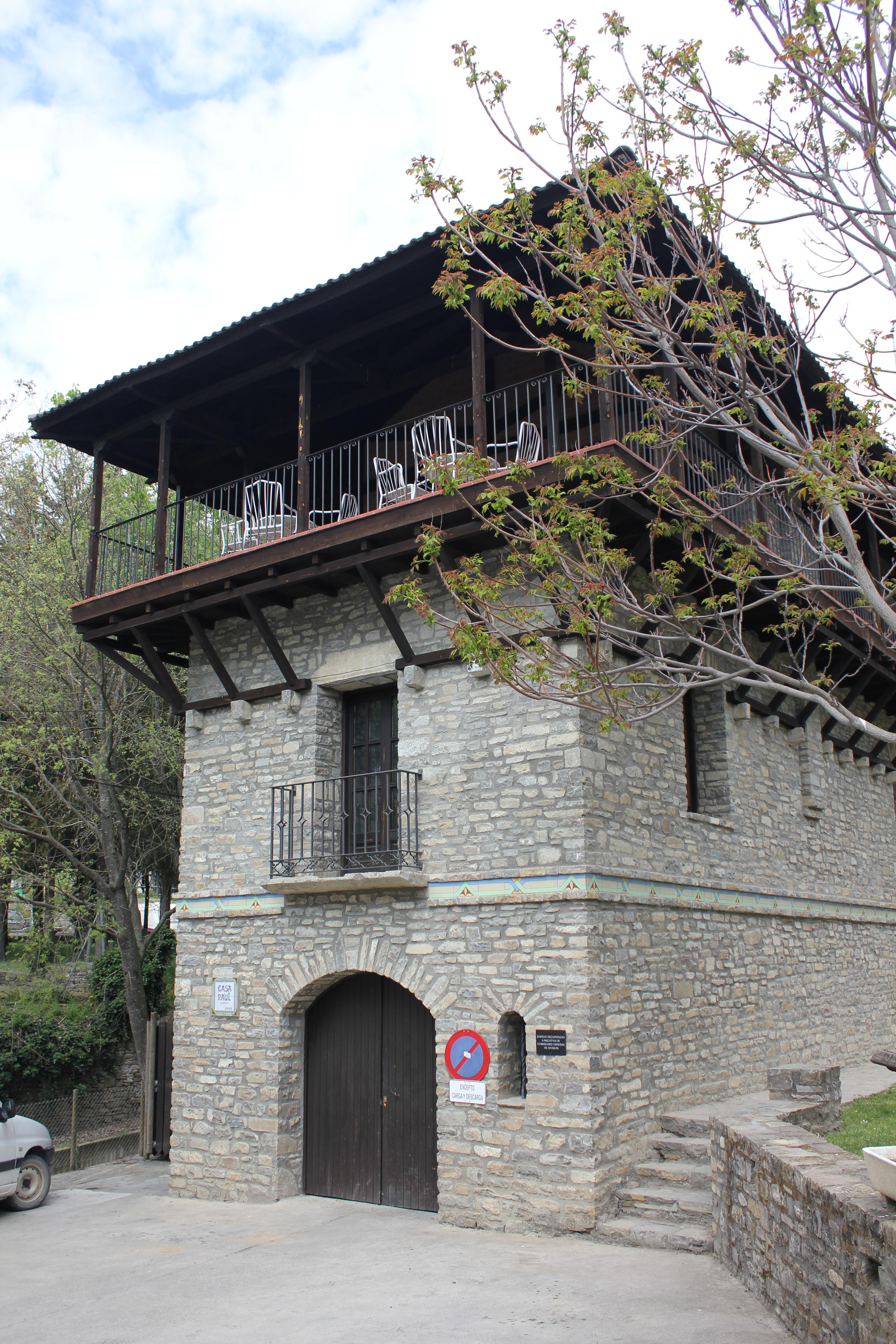
La biblioteca.

## Monuments

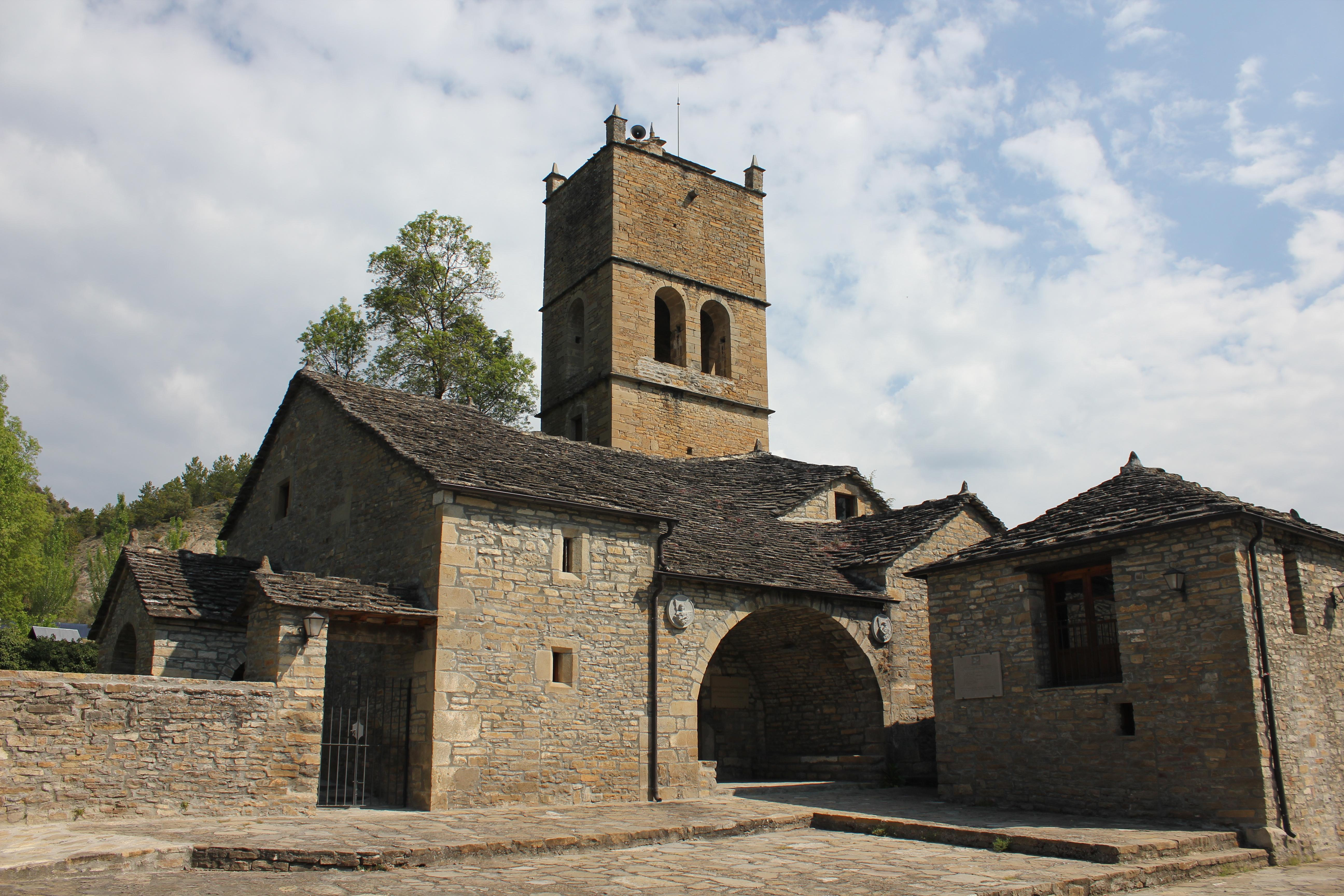
L'esglèsia parroquial de Santa Anna (s. XI - XVI), que ara conté el Museu de Alfarería Tradicional Aragonesa endins.

- Església de Santa Anna, d'estil gòtic, acabada el segle xvi, que en l'actualitat acull el Museu de la Ceràmica Tradicional Aragonesa, amb una col·lecció de més de 450 peces.
- Casa Cambra, del segle XVIII.
- L'edifici de la biblioteca pública.
- La Casa Forestal, de nova construcció.